# پوکونوواتا
پوکونوواتا (به لاتین: Pokunuwatta) یک منطقهٔ مسکونی در سری‌لانکا است که در استان مرکزی (سری‌لانکا) واقع شده‌است.